# Vårbergs sjukhem

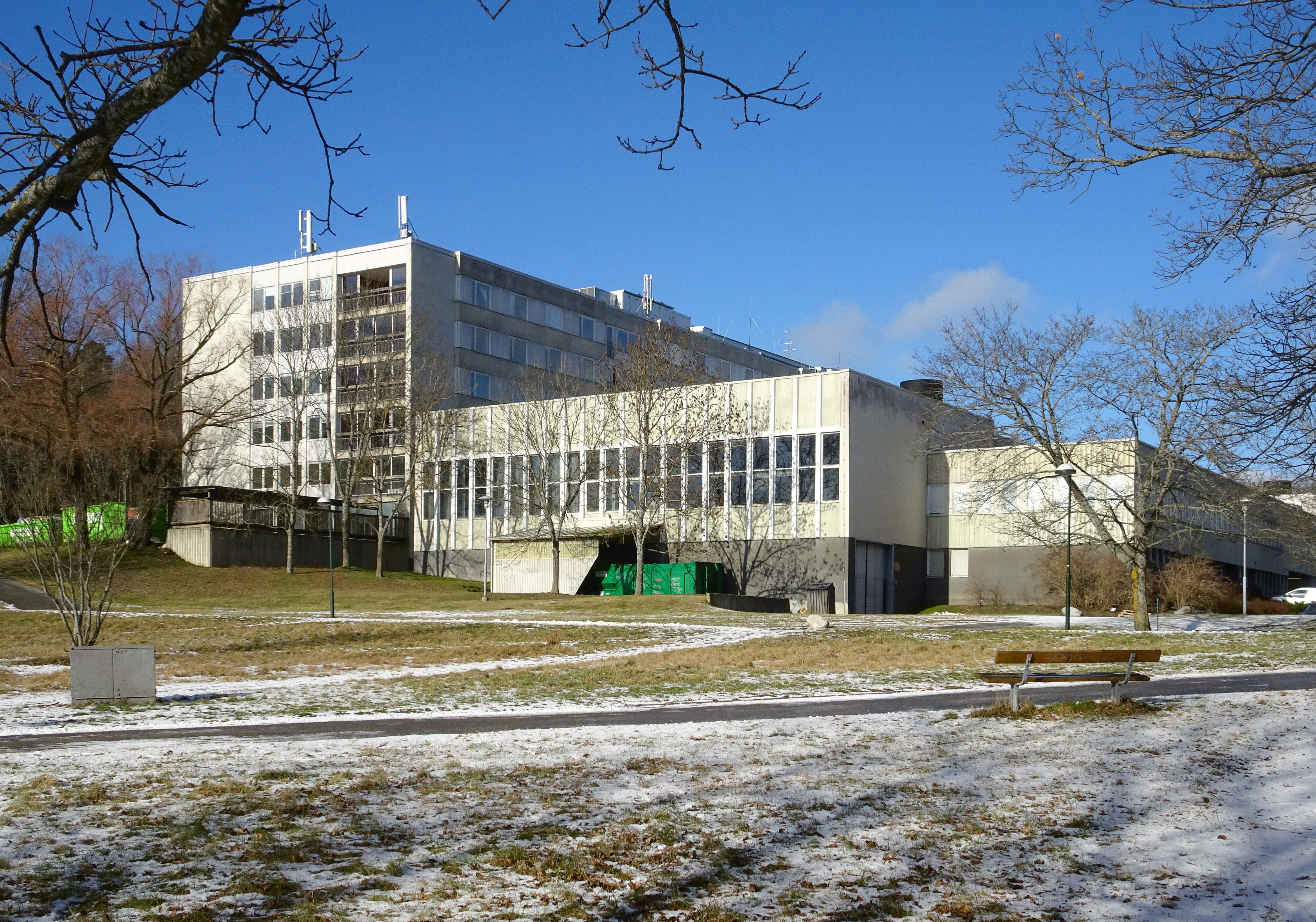
Vårbergs sjukhem "hus i park" vy från söder, februari 2020.

Vårbergs sjukhem (före detta Vårbergs sjukhus) ligger vid Vårbergsvägen 63 i stadsdelen Vårberg i södra Stockholm. Anläggningen i kvarteret Svanholmen uppfördes under slutet av 1960-talet efter ritningar av arkitekt Ervin Pütsep och är en typisk och välbevarad representant för det begränsade antal annexsjukhus för långvård som uppfördes i Stockholms ytterstad under andra halvan av 1960-talet. Sjukhuset var Vårbergs enda större arbetsplats.
Fastigheten är grönmärkt av Stadsmuseet i Stockholm vilket innebär att bebyggelsen anses vara ”särskilt värdefull från historisk, kulturhistorisk, miljömässig eller konstnärlig synpunkt”. För närvarande (2020) pågår arbeten med en detaljplan vilken bland annat medger ny bostadsbebyggelse i anslutning till samt skolverksamhet i den tidigare sjukhusbyggnaden.

## Historik

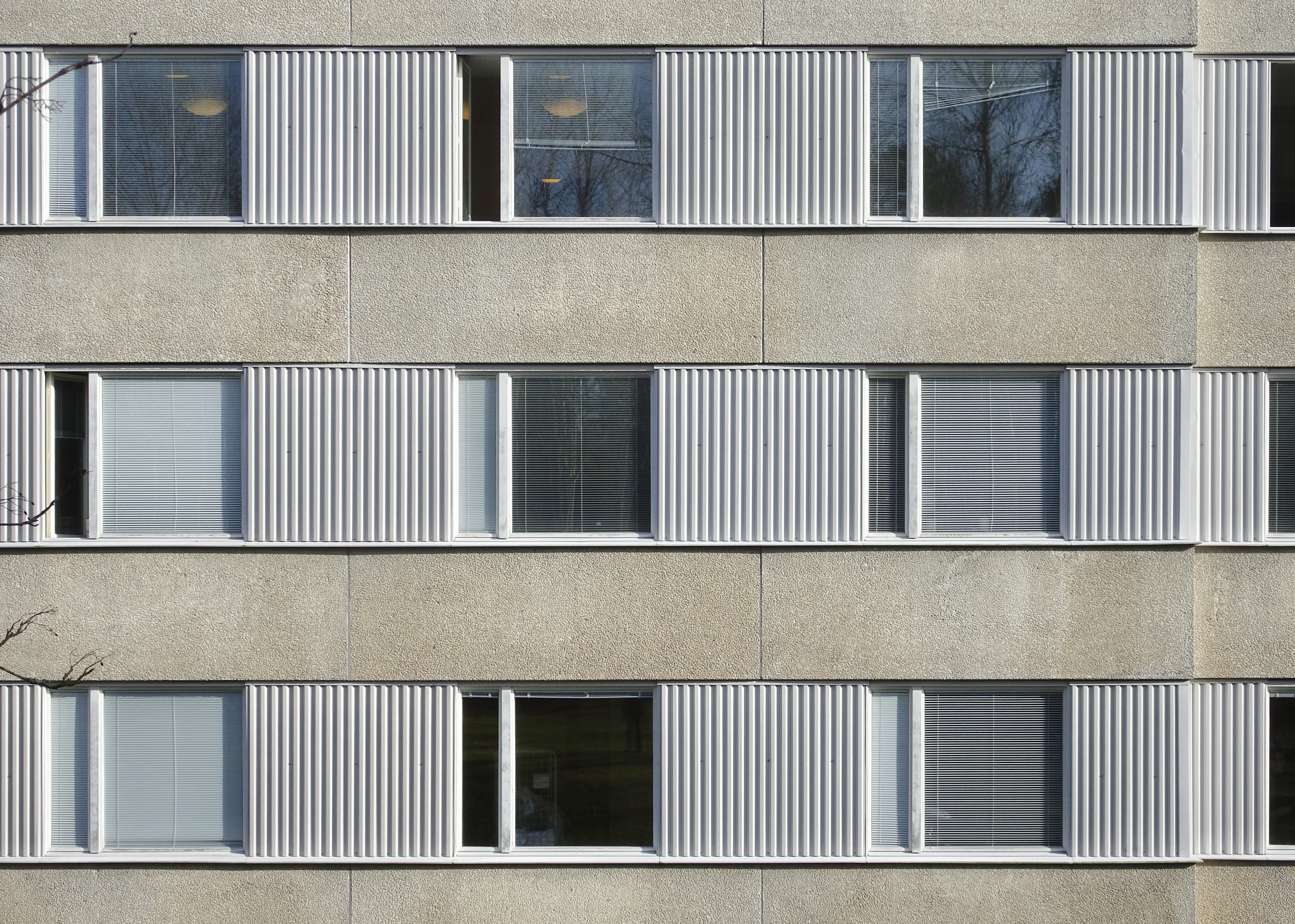
Fasadelement och korrugerad plåt.

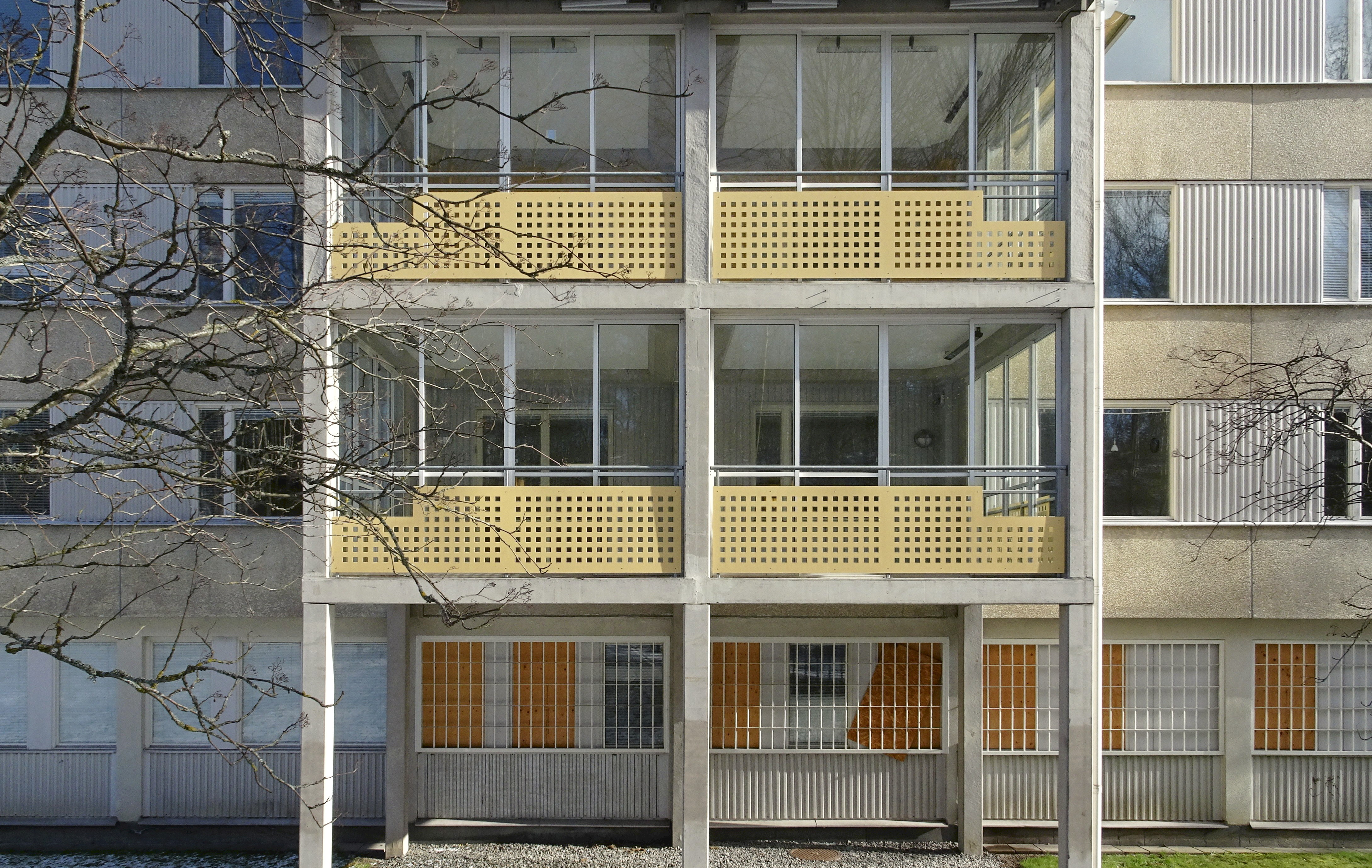
Balkongerna tillkom på 1990-talet.

Stadsplanen (Pl. 6879)  vann laga kraft i juni 1967 och omfattade ett sjukhusområde på cirka 3,5 hektar. Väster om sjukhuset avsattes ett område ”för tippning av överskottsmassor” (nuvarande Vårbergstoppen). Arkitektuppdraget gick till Ervin Pütsep. Han var en av Sveriges ledande sjukhusarkitekter med ett femtiotal vårdanstalter, bland dem Rosenlunds sjukhus, Maria beroendecentrum, Fruängsgårdens servicehus och utökning av Långbro sjukhus. Uppdragsgivare var Stockholms stads Sjukvårdsförvaltning och totalentreprenör var Yngve Kullenberg Byggnads AB.
Vårbergs annexsjukhus planerades tillsammans med liknande anläggningar i Åkeshov och Solberga. Samtliga utformades efter ritningar av Ervin Pütseps. Åkeshov och Solberga är numera nedlagda och ombyggda till bostäder. Deras ursprungliga arkitektur blev genom ombyggnader kraftig förändrad och går ej längre att avläsa.
Vårberg består av fyra sammanbyggda byggnadskroppar som placerades i grönområdet i sydligaste delen av Vårberg. Den största och helt dominerande volymen är byggd som ett skivhus i sex våningar med en suterrängvåning. Här inhystes sjukhusets 300 vårdplatser. Vårdrummen var flexibelt utformade för fyra, två eller en patient. I bottenvåningen fanns även kliniskt-kemiskt laboratorium, röntgenavdelning, tandläkarmottagning och gymnastiksal samt bassäng för fysioterapi. 
I sydost ansluter en lågdel med två atriumgårdar. Lågdelen innehöll bland annat gemensamma ytor som reception, samlingssal, personalmatsal, simhall och garage. Lågdelen sammanbyggdes med skivhuset. Ett kapell inreddes i en något högre, kubisk byggnad i norra slutet av lågbyggnaden. Hela anläggningen orienterades i nordsydlig riktning med Vårbergsvägen i norr och i söder grässlänter mot lamellhuskvarteren i grannkommunen Huddinge. Entrén till sjukhuset lades mellan hög- och lågdelen som nåddes från norr och Vårbergsvägen.
Ervin Pütsep gav sjukhuskomplexet stor skulptural verkan i det omgivande parklandskapet. Även de dominerande materialen är tidstypiska och välbevarade, exempelvis formgjuten betong, puts och fasadelement med frilagd ballast i bröstningarna. Partierna i fönsterbanden mellan fönstren kläddes med vit korrugerad plåt. Bottenvåning, hörn och gavelfasader bryter av med ljusa slätputsade partier i varmvit ädelputs. De utanpåliggande och inglasade balkongerna med bröstningar av gul lackerad och mönsterstansad plåt tillfördes vid en ombyggnad på 1990-talet.
Särskilda arkitektoniska och konstnärliga värden har de inre ljusgårdarna och miljöerna kring anläggningens entréer, med planteringar, sittplatser och konstnärlig utsmyckning av bland andra Siri Derkert. Enligt Stadsmuseets kulturhistoriska klassificeringen från 2006 är arkitekturen ”kompromisslöst modernistisk”  och ansluter till modernismens ideal ”hus i park”. Anläggningen invigdes 1969.

## Husets vidare öden

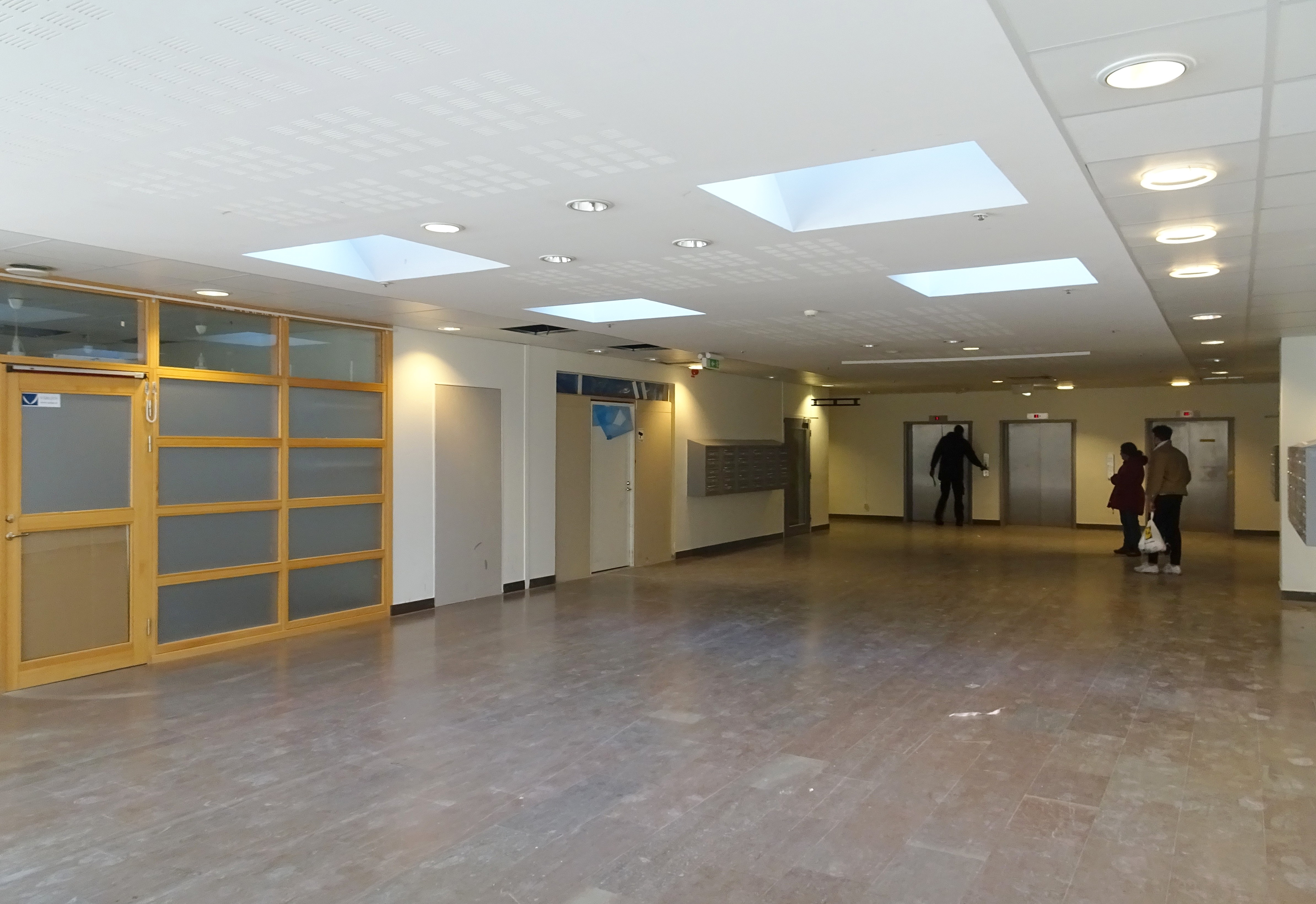
Entréhallen, ombyggnad pågår, 2020.

Av de annexsjukhusen för långvård som uppfördes under andra halvan av 1960-talet i Stockholms ytterstad var Vårbergs sjukhus det enda med bevarad funktion och arkitektur och fanns kvar in på 1990-talet, då sjukhuset i och med ädelreformen övergick från Stockholms läns landsting till Stockholms kommun. 1994–1996 genomfördes en omfattande ombyggnad för att anpassa verksamheten till sjukhem för äldre. 
År 2004 övertog kommunägda Micasa Fastigheter ägandet och förvaltningen. Funktionen för äldrevård kvarstod fram till omvandlingen 2011–2012 för korttidsboende och studentlägenheter. De tidigare vårdrummen byggdes om till små lägenheter med badrum och pentry. Omvandlingen innebar en stor förändring av sjukhemmets funktion.
I juli 2018 sålde Micasa fastigheten till Ramstedt & Rämsell Fastigheter AB, som planerar att öppna en F-9 skola (förskola och årskurs 7-9) för 400 barn i byggnaden. Det tidigare sjukhuskomplexet skall även kompletteras med en ny byggnadsdel innehållande 100 lägenheter för äldreboende. Samtidigt uppförs ett bostadshus, med totalt 150 hyresrätter. Marken ägs av Stockholms stad och uppläts 2019 med tomträtt till Fastighets AB Vårbergstoppen och Fastighets AB Vårholmen vilka båda ägs av Ramstedt & Rämsell. Byggstart beräknas preliminär till tredje kvartal 2024.

### Fokus Skärholmen
På parkområdet planeras ett nytt bostadsområde som kommer att sträcka sig österut längs båda sidor av Vårbergsvägen. Omdaningen är en del av stadens projekt ”Fokus Skärholmen” som påbörjades i december 2015. Fokus Skärholmen omfattar stadsdelarna Vårberg, Skärholmen, Sätra och Bredäng. Målet är att förtäta stadsdelarna med omkring 4 000 bostäder fram till 2030 samt stärka utbud av bostäder, service, arbetsplatser, mötesplatser och grönområden.

Nutida bilder
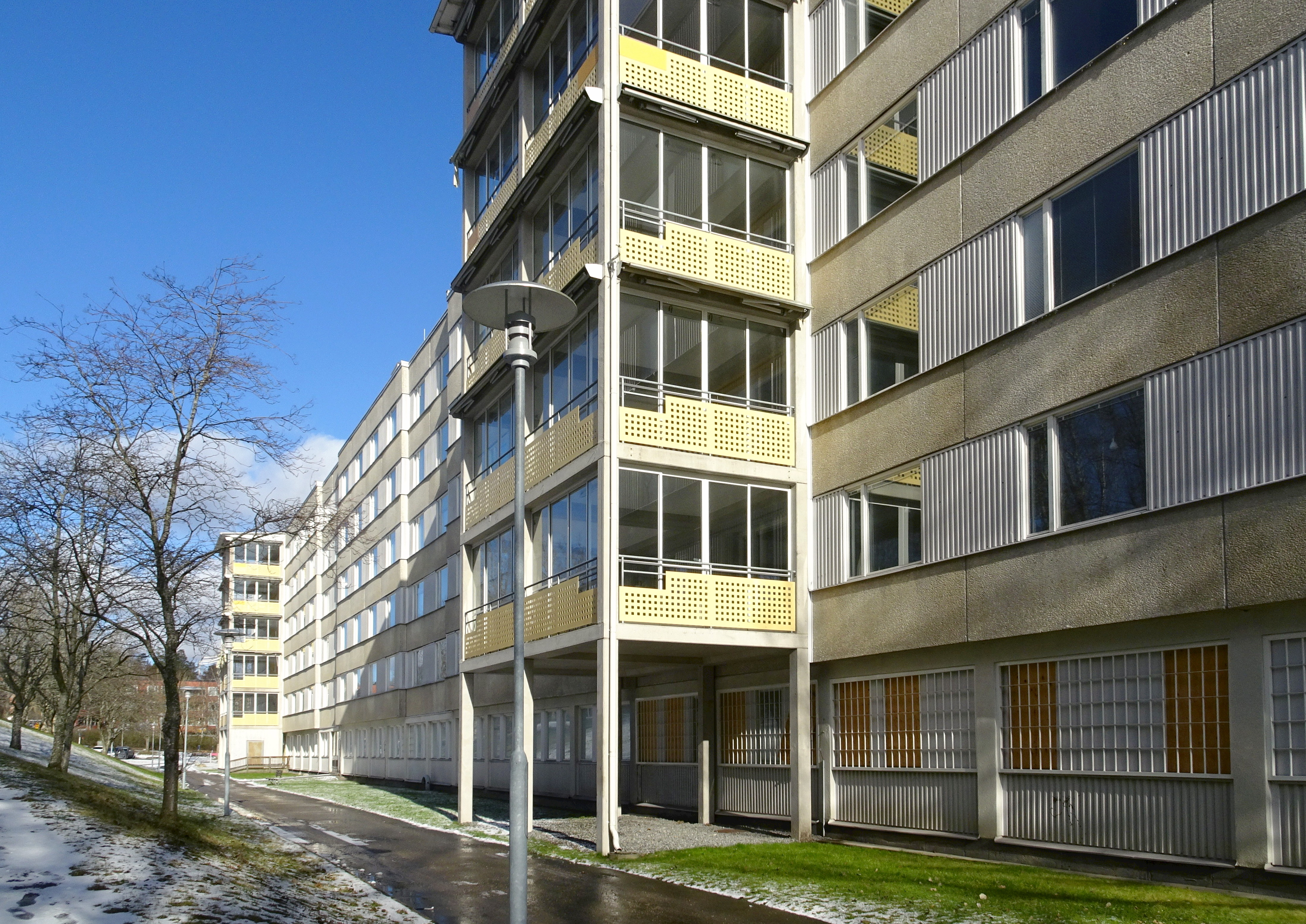
Högdelen, fasad mot väster.
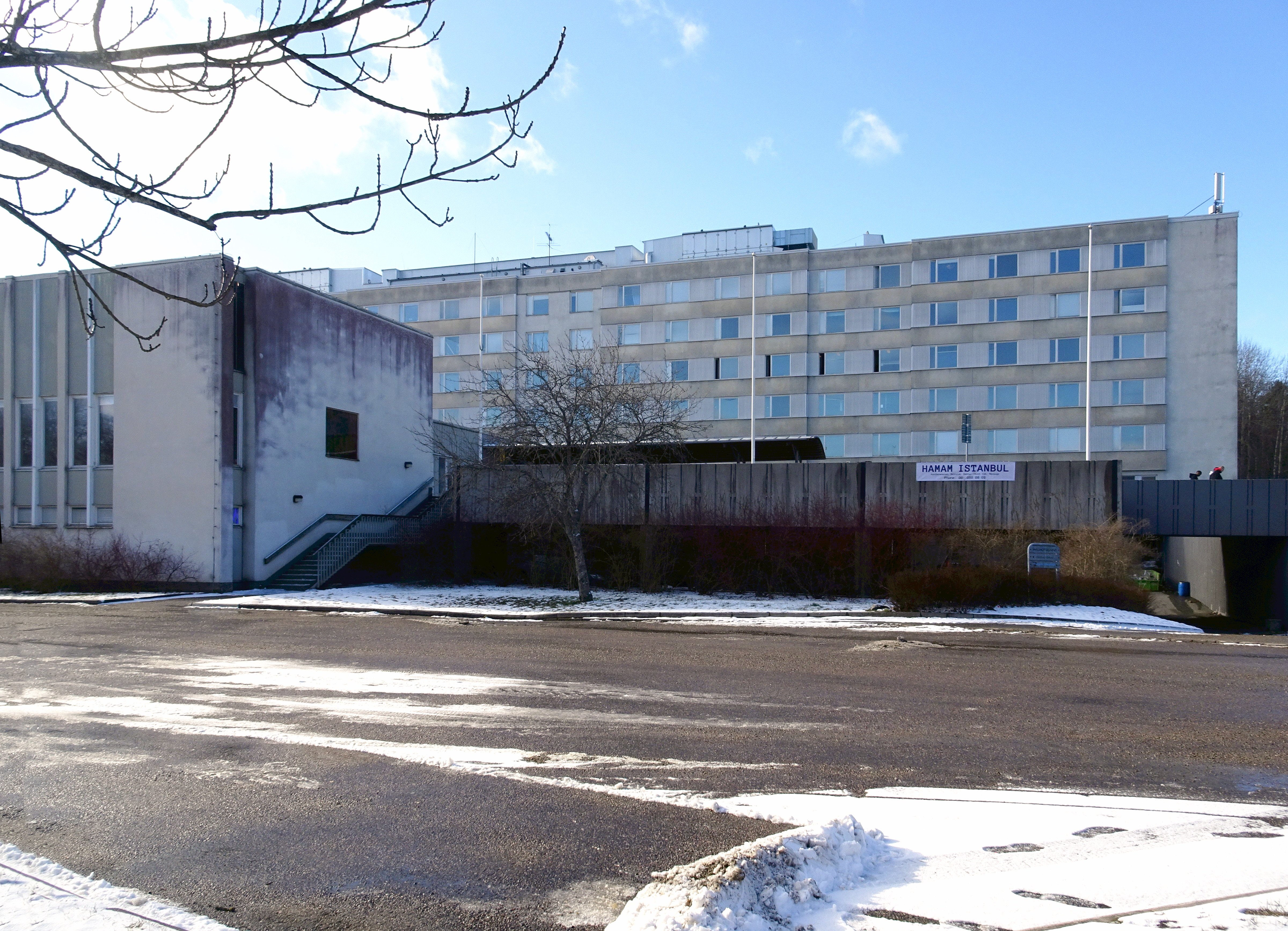
Högdelen, fasad mot öster och lågdelen med kapellet (längst till vänster).
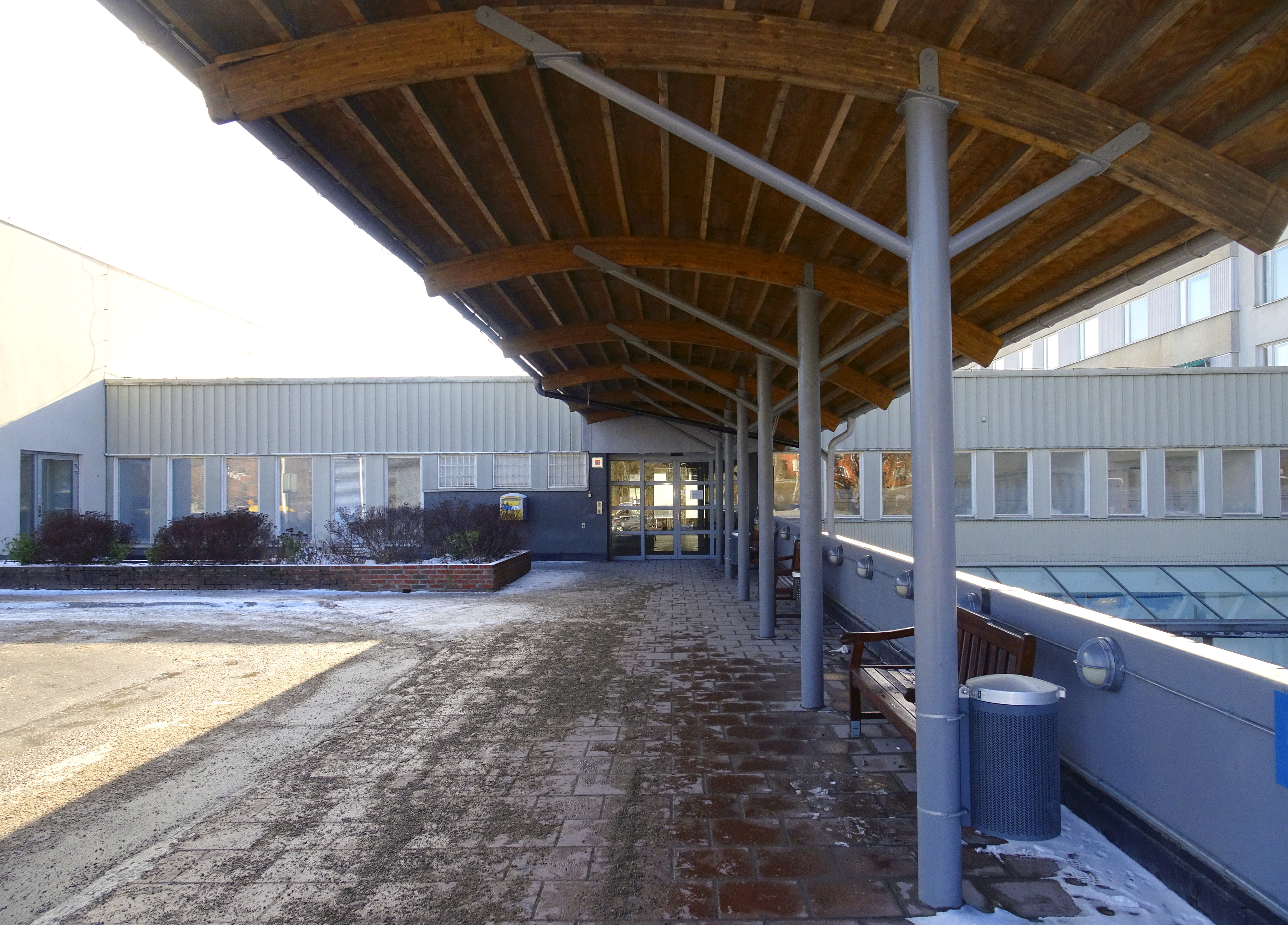
Huvudentrén, skärmtaket är av senare datum.
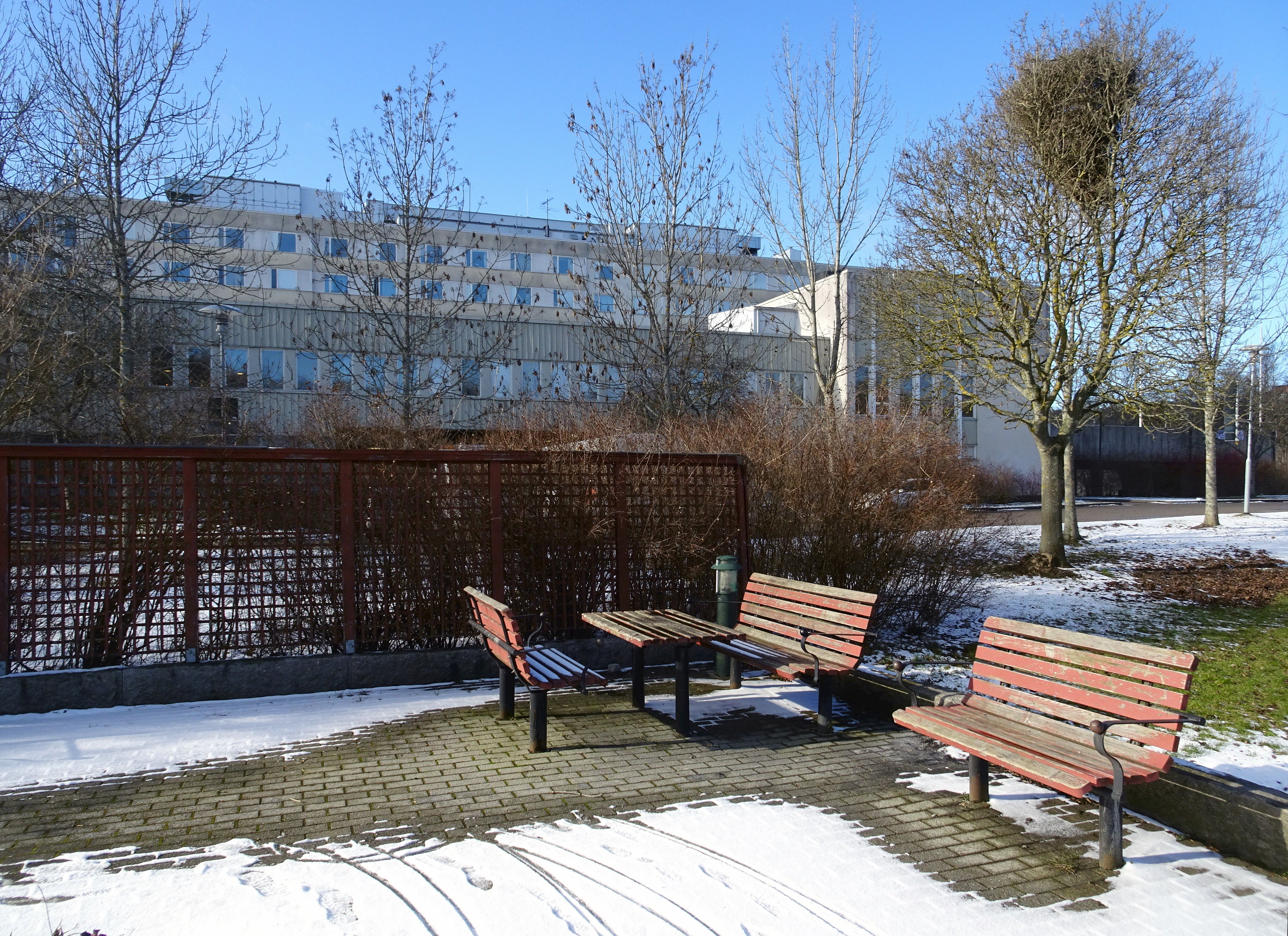
Parken med sittplatser i öster och sjukhuset i fonden.
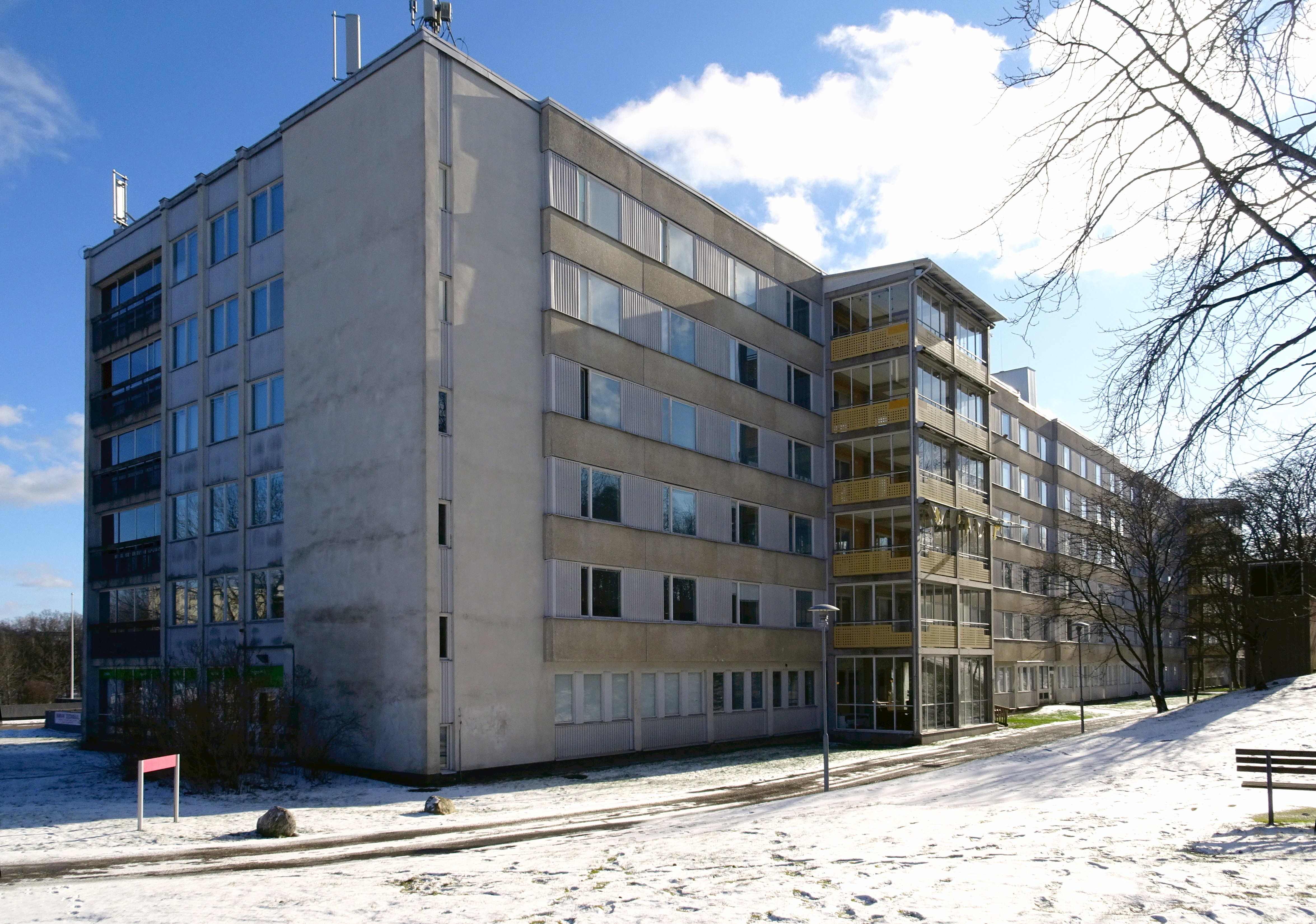
Högdelen, fasad mot nordväst.